# 伊藤友季子
伊藤 友季子（いとう ゆきこ、1982年12月20日 - ）は、日本のバレエダンサー、バレエ指導者である。幼少期にロンドンでバレエを始め、10歳のときにロイヤル・バレエ学校ロウアー・スクール（ホワイト・ロッジ）に入学した。1996年に日本に帰国し、橘バレヱ学校、AMスチューデンツ、新国立劇場バレエ研修所で学んだ。2003年に牧阿佐美バレヱ団に入団して2004年に『リーズの結婚』で主役デビューを果たし、以後同バレヱ団の主力ダンサーとして活躍した。中学生時代から高校1年生の頃まで、バレエ雑誌『クララ』（新書館）誌上で表紙やレッスンページなどのモデルを多く務めたことでも知られる。

## 経歴

### 幼少期
静岡県浜松市の生まれ。浜松で育ち、5歳上の兄と4歳下の弟がいた。4歳のときに父親がイギリスに転勤することとなり、一家で同行することになった。
バレエを始めたのは5歳のときで、通っていた幼稚園でできた友達が習っていたのを見学して「私もやりたい」と言ったという。最初はお遊戯程度の習い事であったが、6歳か7歳くらいのときに母親に連れられてロイヤル・バレエ団の『白鳥の湖』（ヴィヴィアナ・デュランテ主演）を鑑賞した。デュランテの舞台に感動した伊藤は、さらにバレエの世界に憧れを抱くようになった。
伊藤は本格的なバレエ教育へのステップアップのために、平日にはロイヤル・アカデミー・オヴ・ダンスの本校で学びながらロイヤル・バレエ
学校が週末のみ開いているジュニア・アソシエートにオーディションを受けて入学した。ジュニア・アソシエートには3年ほど在籍し、『ピーターラビットと仲間たち』の子役で初舞台を踏んだ。10歳のときに、ロイヤル・バレエ学校ロウアー・スクール（ホワイト・ロッジ）のオーディションを受けることになった。
ホワイト・ロッジは競争率が高い学校のため、伊藤は「これに受からなかったら本格的にバレエをやるのは止める」という約束を母親と交わし
ていた。入学時には、身体検査から親のプロポーションに至るまで全部調べられた。伊藤自身によると、股関節の可動域に左右差があったため最後の面談のときにメール・パークに『少しそこが気になりますが、大丈夫でしょう」と入学を許可されたという。同時に入学した女子生徒は11人ほどいて、日本人は伊藤を含めて3人いた。
ホワイト・ロッジへの入学後は、寮生活を送ることになった。バレエに関しては毎日が基本を徹底的に学ぶことの繰り返しだったが、周りも同じ目標を持った生徒ばかりだったため苦にはならず刺激的だったという。舞台に立つチャンスも与えられ、『白鳥の湖』のコールド・バレエとして「シグネット」（幼い白鳥）役で何回か出演を果たした。『白鳥の湖』では、憧れのヴィヴィアナ・デュランテやダーシー・バッセルとともに踊る機会もあった。

### 日本への帰国
充実した日々を送っていた伊藤は、父のイギリスでの仕事が終わることになったため13歳で日本に戻った。伊藤自身は単身でもイギリスに残りたいと希望したが、両親が心配してそれを許さなかった。帰国に際して日本のバレエ界について何も知らなかったためメール・パークに相談したところ、たまたまロイヤル・バレエ学校アッパー・スクールに教えに来ていた牧阿佐美を紹介された。伊藤は牧のもとでバレエを続けることになって橘バレヱ学校へ入学し、同時にAMステューデンツ（第22期生）となった。入学当時の伊藤は、上野水香や酒井はなを始めとする他の生徒たちの目覚ましい舞踊テクニックに驚き、全くついていくことができなかったという。それでも指導によって少しずつできるようになったが、不慣れな日本での生活も大変なことであった。この時期に牧バレヱ団定期公演『くるみ割り人形』（1996年）でクララ役を務めた他に、バレエ雑誌『クララ』（新書館）誌上で表紙やレッスンページなどのモデルを多く務め、バレエファンにはかなり知られた存在であった。
中学校は横浜国立大学附属横浜中学校に帰国子女の編入枠があったため、そこに編入学した。伊藤は通学のために横浜に住み、父親のみが単身赴任の形で浜松に戻った。帰国当初は日本語の読み書きが不自由だったため、常に辞書を持ち歩いていた。高校は慶應義塾湘南藤沢高等部へ進学した。この学校は個性を重視する方針を採っていたため、試験のときにバレエを踊って見せたところ教師が興味を持ったという。入学後は遠距離通学の上にレポートなど勉強の量が増えて徹夜することが続いたので、バレエからは2年ほど遠ざかることになった。

### プロダンサーの道へ
慶應義塾湘南藤沢高等部に入学後、伊藤は進路についてかなり悩んだ。本人は高校を中退してもバレエをやりたいと思っていたが、両親は高校を卒業したほうがよいという意見であった。特に父親は今後のためにいろいろな選択肢があったほうがよいと考えていて、大学への進学を強く勧めた。父親の勧めを受け入れた伊藤は、慶應義塾大学文学部に進んだ。
2001年4月、新国立劇場バレエ研修所が設立された。伊藤はバレエからしばらく遠ざかっていたため、恩師である牧にも「ちょっと難しいんじゃないか」と懸念されたというが最後のチャンスと思って受験を決めた。高校を卒業した直後のことで、ホワイト・ロッジのオーディションを受けたときと同様にこれに受からなかったら大学に進んでバレエは辞めようと決意していた。
伊藤は新国立劇場バレエ研修所に合格し、1期生となった。1期生は女性ばかり7人で、その中には本島美和やさいとう美帆など後に新国立劇場バレエ団で活躍する人材が含まれていた。研修期間は2001年4月から2年間で、高校時代にバレエをあまりやれなかったことで遅れを取り戻したいという意欲と、国から援助を受けている以上は必死でやらなければという決意が伊藤を動かしていた。
合格後は朝から夕方まで研修所で学び、夜は橘バレヱ学校でまた学ぶという毎日だった。伊藤はこの時期のことについて、「本当にバレエ漬けの毎日でした」と振り返り「楽しいことも苦しいことも両方ありましたけど、自分がバレエをこれだけやり。それだけ上達しているという手ごたえも感じられましたので」と述懐している。大学にはしばらく籍を置いていたが、結局は中退することになった。
2003年3月に研修所の課程を修了し、研修所1期生は全員が新国立劇場バレエ団のオーディションを受けた。このときは全員が合格したが、「契約ダンサー」と「登録ダンサー」に分かれることになった。伊藤は登録ソリストとしての合格だったが、本人によると「コール・ド・バレエには身長が足らず、ソリストとして入るには弱かった」ためだった。

### プリマ・バレリーナとして
同年には橘バレヱ学校も卒業し、牧阿佐美バレヱ団に入団した。これは恩師の牧から声をかけられて決まった話で、入団した年の定期公演『くるみ割り人形』では「雪の女王」役を踊った。翌2004年10月の公演『リーズの結婚』で、主役デビューを果たした。伊藤が入団した当時の牧バレヱ団には草刈民代や上野水香などがトッププリマの座にいたため、彼女自身もこの抜擢にびっくりしたという。自分ではまだまだだと思っていた伊藤は、チャンスを得た以上は精いっぱい頑張ろうとしたが、『リーズの結婚』では頑張りが過ぎたために本番の1週間前に腰を痛めた。この公演には、イギリスでの恩師メール・パークも指導に来ていた。伊藤は本番の舞台を踊りぬいたが、このときは他日のキャストが衣装を着て控えていたほどのぎりぎりの状況であり「本当にみなさんに助けられて踊れた感じでした」と回想していた。
牧バレヱ団では『くるみ割り人形』の金平糖の精、『白鳥の湖』のオデット＝オディール、『眠れる森の美女』のオーロラ姫など主役を踊る他に『ドン・キホーテ』や『ア・ビアント』などの作品でソリストとして重要な役柄で出演している。2006年に『白鳥の湖』主演の話が持ち込まれたとき、伊藤自身は「技術的にも内面的にももっと経験を積んでからじゃないと踊れない」と思い、三谷恭三に考え直してほしいと要望を持ち込んだ。この要望に対し、三谷は「それはあなたが決めることじゃない」と怒り「やれると思うから役を与えているのでやってください」と決意を促した。
当時の伊藤は、『白鳥の湖』の見せ場であるフェッテも舞台上で行ったことがなかった上に体力にも自信がなかったため必死だった。これはホワイト・ロッジの方針でトウシューズを11歳まで履かず基本を徹底的に繰り返してようやくピルエットに挑戦する段階で帰国することになったためで、日本に戻ると他の少女たちはピルエットもフェッテもいくらでも回っている感じであった。そのため一時は「小さいころから日本にいたらどうだったんだろうか」、「早くテクニックをもっとやっておくべきだったのか」などと思ったことがあったという。伊藤はイギリスと日本のバレエ教育を比較して「基礎をしっかり養う。次々と新しいことにチャレンジする。このどちらにも利点はあると思います」と言い、「イギリスで得たものが自分の踊りのルーツとなっているので、これでよかったのだと思っています」とも述べていた。
2010年には、文化庁在外研修員としてイギリスに渡り、ロイヤル・バレエ団で10か月にわたって研鑽を積んだ。伊藤自身は自分の理想とするプリマ・バレリーナには程遠いと考えていて、ダンサーとしてステップアップするため、20代のうちに日本国外で学びたいとの思いがあった。日本国外のバレエ団の来日公演も多く、リアルタイムで日本以外のバレエ団の様子を知ることができても、実際に現地で体験することでさらに幅を広げたいとの考えに牧も三谷も賛同して彼女をイギリスに送り出した。研修先にロイヤル・バレエ団を選んだのは、幼い時からの憧れであり、イギリス生活が長かったため言葉に不自由がないというのが大きな理由であった。
伊藤は身体能力の高さや超絶技巧で観客を驚かせるタイプのダンサーではなく、音楽性に優れた踊りと表現力で見せるダンサーである。華奢で可憐な容姿に加えて軽やかで力みのない踊りと表現でクラシック・バレエやロマンティック・バレエ向きのダンサーであるが、ローラン・プティの『デューク・エリントン・バレエ』など現代作品でも優れた舞台を披露している。本人は本来人前に出るのが苦手な性格と分析しているが、バレエの舞台では「不思議と自分じゃなくなって、役に助けられて自信が持ててくる」と発言し、技術を全面に出す作品よりも『ロミオとジュリエット』や『リーズの結婚』のようなストーリー性のあるものが入り込みやすいという。文芸評論家の三浦雅士は伊藤との対談で、彼女自身の魅力について「清楚な華やかさというのはとても貴重な資質だと思いますよ」と称賛している。2007年には、財団法人橘秋子記念財団主催の第3回スワン新人賞を受賞した。

### 新たな進路へ
伊藤は2015年8月31日付で約12年間在籍した牧バレヱ団を退団した。退団の主な理由としては、主宰するバレエ教室での後進の指導に力点を置き、今まで得たものを活かしてバレエ芸術の魅力や喜びなどを広めていきたいということであった。
伊藤は自身のブログで感謝の言葉とともに、「いつの日かまた舞台で踊り手としての伊藤友季子をご覧いただくことが出来ればと願っております」と述べている。牧バレヱ団での最後の舞台は、菊地研をパートナーとした『ライモンダ』第3幕であった
。

## 出演

### テレビ
- スーパーバレエレッスン ロイヤル・バレエの精華（2009年）[24][25]
- NHKバレエの饗宴（NHK・2012年）『ライモンダ』第3幕から「グラン・パ・クラシック」[26][27]
- NHKバレエの饗宴（NHK・2015年）『パキータ』よりヴァリエーション[26]

### DVD
- 新・クララのバレエレッスン（2005年）[28]
- 上野水香の『眠れる森の美女』〔全幕、テリー・ウエストモーランド振付〕（2004年、フロリン王女役）[29]
- 牧阿佐美バレエ団 『くるみ割り人形』 〔全幕、三谷恭三振付〕（2009年、金平糖の精役）[30]